# Petrolsub
Petrolsub Suplacu de Barcău este o rafinărie de petrol din România.
Este situată în comuna Suplacu de Barcău din județul Bihor.
Petrolsub este cea mai mică rafinărie din România, cu o capacitate instalată de 450.000 de tone pe an și o capacitate operațională de 400.000 de tone pe an.
Rafinăria produce lichid ușor, motorină, bitum și păcură pentru asfalt.
A fost pusă în funcțiune la data de 30.03.1969 cu denumirea Rafinăria Crișana și cu o capacitate de prelucrare de 300.000 tone / an.
În anul 1992, societatea a fost cuprinsă în programul Ministerului Industriilor în cadrul acțiunii de restructurare și retehnologizare.
La data constituirii sale ca societate pe acțiuni (05.02.1991), denumirea s-a modificat, devenind S.C. Petrolsub S.A.
Și-a oprit activitatea în aprilie 2005,
la momentul respectiv fiind controlată de companiile Euro Trading Chemicals SRL, Euro House 2000 SRL și Fertinvest Holding Ltd.
A intrat în faliment în aprilie 2007, având peste 80 de creditori, totalul datoriilor fiind 35 milioane euro.
În septembrie 2008 a fost cumpărată de firma Ecodiesel din Oradea, deținută de trei persoane fizice, la un preț de 14,87 milioane de euro.
Societatea italo-română Ecodiesel a realizat un program de investiții pentru retehnologizare în valoare de 20 de milioane de euro, rafinăria fiind complet modernizată.
La data de 29 iulie 2010, Petrolsub și-a reluat producția.
Număr de angajați în 2005: 396